# Iuri Vizbor
Iuri Vizbor (în rusă: Юрий Иосифович Визбор) (n. 20 iunie 1934, Moscova, RSFS Rusă, URSS – d. 17 septembrie 1984, Moscova, RSFS Rusă, URSS) a fost un celebru cantautor (bard), poet, jurnalist, scenarist și actor sovietic, și de asemenea alpinist profesionist. Este unul dintre creatorii modelului artistic al cantautorilor și fondatorul genului pieselor-reportaj, autor a peste 300 de piese.

## Filmografie
- 1969 Cortul roșu (Krasnaya palatka), regia Mihail Kalatozov
- 1973 17 clipe ale unei primăveri